# Десети Доктор
Десетият Доктор е десетото въплъщение на протагониста от дългоизлъчваната научнофантастична поредица на BBC Доктор Кой. Изигран е от Дейвид Тенант, който се появява в три сезона, както и осем специални епизода.
В историята на сериала Докторът е стар Господар на времето от планетата Галифрей, който пътува във времето със своя ТАРДИС (или ВИОВИК) придружаван от хора, които нарича спътници. Когато е смъртоносно ранен може да регенерира тялото си; тогава се променя физически заедно с характера си. Компаньонките на Десетия включват работещата в книжарница Роуз Тайлър (Били Пайпър), студентката по медицина Марта Джоунс (Фрийма Агйеман) и Дона Ноубъл (Катрин Тейт); той се разделя с всяка от тях в последния епизод на сезона през 2008 „Пътуване към края“, след който той се опитва да пътува сам в специалните епизоди през 2008-10.

## Личност
Десетият Доктор е безгрижен, приказлив, сговорчив, остоумен и нахален, но показва и отмъстителност и непримиримост. Друга повтаряща се тема в историите на Десетия Доктор е, че е много самотен. В „Училищно обединяване“ обяснява способността на Господарите на времето да живеят толкова дълго като проклятие, защото докато човеците му компаньони го напускат и умират, той продължава да живее. Други герои също са коментирали самотата му. По време на разговора с врага му, Майсторът, той признава, че след края на Времевата война и гибелта на останалите Господари на времето е бил самотен. В „Краят на времето“ се регенерира сам в ТАРДИСа си, въпреки посещенията на старите му спътници в смъртните му часове.

### Външен вид
Докторът се оплаква, че десетото му въплъщение не е „рижаво“. Има тъмно кафява коса и очи. Носи или тъмно кафяв (със сини райета), или син (с тъмно червени райета) костюм, блуза и вратовръзка, светло синьо палто (което твърди, че му е дадено от Джанис Джоплин) и конверси в различни цветове.